# استغلال الأطفال إباحيا
التصوير الإباحية للأطفال (ويسمى أيضًا إباحية الأطفال) هي تصوير إباحي يُستغل فيه الأطفال كمحفزات جنسية،  وذلك عبر إقامة علاقة جنسية مع طفل (حقيقي أو بالمحاكاة الحاسوبية) أو الاعتداء الجنسي عليه (والمعروف أيضًا باسم الاعتداء الجنسي على الأطفال )، وعادة ما يحدث انتهاك للطفل أثناء الممارسات الجنسية أو أثناء عرض أعضائه التناسلية التي يتم تصويرها لإنتاج هذه المواد إباحية. ويشمل التصوير الإباحي للأطفال وسائط متعددة،  منها الكتابات الجنسية،  المجلات، الصور، النحت، الرسم، التصوير، الرسوم المتحركة، التسجيل الصوتي،  الأفلام الإباحية، وألعاب الفيديو.
تشير القوانين المتعلقة باستغلال الأطفال في المواد الإباحية بشكل عام إلى كل الصور الجنسية التي يظهر فيها طفل حقيقي (في مرحلة المراهقة أو بعدها أو قبلها)، أو صور لأطفال مرسومة بالمحاكاة الحاسوبية وقد وُجد أن صور الأطفال الإباحية الموجودة بحوزة من تم القبض عليهم كانت لأطفال قبل سن المراهقة.
يحاول منتجو المواد الإباحية للأطفال تجنب الملاحقات القضائية من خلال توزيع موادهم الإباحية عبر حدود الدول، إلا أن هذه المشكلة تُعالج بشكل متزايد من خلال الاعتقالات المنتظمة للمشتبه فيهم في عدد من البلدان على مدى السنوات القليلة الماضية. ويقوم المتحرشون بالأطفال باستعراض وجمع المواد الإباحية للأطفال لأهداف متعددة، بدءًا من استخدامها الجنسي، وتشاركها مع المتحرشين الآخرين، وإعداد الأطفال الجُدد للاعتداء الجنسي كجزء من عملية تُعرف باسم «استمالة الأطفال»، وإغراء الطفل جنسيا بهدف استغلاله لإنتاج مواد إباحية جديدة، ودعارة الأطفال. وأحيانا يُنتج الأطفال أنفسهم مواد إباحية بمبادرة منهم أو بإكراه من شخص بالغ.
يُعتبر استغلال الأطفال في المواد الإباحية أمر غير قانوني ويخضع للرقابة في معظم الولايات القضائية في العالم. ويوجد لدى 94 دولة من أصل 187 عضو في الإنتربول قوانين تتناول على وجه التحديد موضوع المواد الإباحية المتعلقة بالأطفال اعتبارًا من عام 2008، على الرغم من أن هذا لا يشمل الدول التي تحظر جميع المواد الإباحية. وتجرّم 58 دولة من هذه الدول حيازة المواد الإباحية المتعلقة بالأطفال بغض النظر عن نية نشرها. ويُعد كل من الحيازة والنشر لهذه المواد من الجرائم في جميع الدول الغربية تقريبًا، كما تعمل حركة واسعة النطاق على عولمة تجريم استغلال الأطفال في المواد الإباحية، منها منظمات دولية كبرى مثل الأمم المتحدة والمفوضية الأوروبية.

## المصطلح

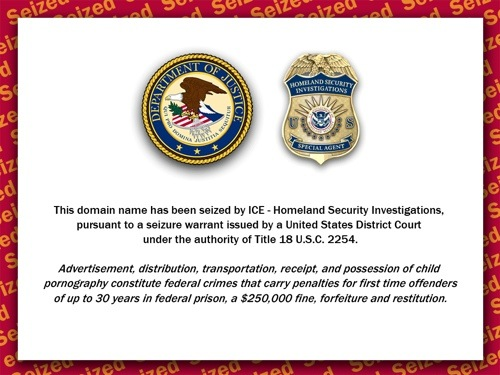
لافتة تحذير لعملية حماية أطفالنا

زاد استخدام مصطلح صور الاعتداء على الأطفال من قبل العلماء وموظفي إنفاذ القانون في العقد الأول من القرن الحادي والعشرين، لأن مصطلح "المواد الإباحية" يمكن أن يحمل انطباع غير دقيق بموافقة الطفل ويبعد الإنتباه عن طبيعة الانتهاك في هذه المواد الإباحية. كما تستخدم بعض الهيئات الرسمية مصطلحًا مشابهًا (مواد الاعتداء الجنسي على الأطفال)  وغيرها من المصطلحات المماثلة مثل "مواد الاعتداء على الأطفال" و"الاعتداء الجنسي الموثق على الأطفال" و"الاعتداء الجنسي المصور على الأطفال"، في حين يحتفظ مصطلح "التصوير الإباحي للأطفال" بتعريفاته القانونية في مختلف الولايات القضائية، إلى جانب المصطلحات ذات الصلة مثل "الصور غير اللائقة للأطفال" وغيرها. ذكر المؤتمر العالمي الثالث ضد الاستغلال الجنسي للأطفال والمراهقين عام 2008 في ميثاقه المعتمد رسميًا ما مفاده أنه "أصبح يُستخدم مصطلح صور الاعتداء على الأطفال بشكل متزايد للإشارة إلى الاستغلال الجنسي للأطفال والمراهقين في المواد الإباحية. وهذا يعكس خطورة هذه الظاهرة والتأكيد على أن الصور الإباحية للأطفال هي في الواقع تسجيلات لجريمة ترتكب.

تفرض مؤسسات الإنتربول والشرطة في مختلف الحكومات قوانين التصوير الإباحي للأطفال على الصعيد الدولي. وقد استخدم فريق الإنتربول الدائم والمعنِي بالجرائم المرتكبة ضد القُصر منذ عام 1999 التعريف التالي: 
 التصوير الإباحي للأطفال هو الاستغلال أو الاعتداء الجنسي المرتكب ضد طفل، ويمكن تعريفه على أنه أي وسيلة للتصوير أو الترويج للاعتداء الجنسي على الأطفال، بما في ذلك المطبوعات أو التسجيلات التي تتمحور حول الأفعال الجنسية أو الأعضاء التناسلية للأطفال. 

## الاعتداء الجنسي على الأطفال في الإنتاج والتوزيع
يُنتهك الأطفال من جميع الأعمار بما في ذلك الرضع  في عمليات إنتاج المواد الإباحية. وتقدر وزارة العدل الأمريكية أن المصورين الإباحيين سجلوا انتهاكات لأكثر من مليون طفل في الولايات المتحدة وحدها. وهناك اتجاه متزايد نحو الأطفال (الضحايا) صغار السن وكذلك نحو زيادة الوحشية تجاههم، وبحسب فلينت ووترز المحقق الفيدرالي في فرقة عمل جرائم الإنترنت ضد الأطفال أن «هؤلاء الرجال يغتصبون الرضع والأطفال الصغار، ويمكنك سماع صوت طفل يبكي طالباً المساعدة في الفيديو، إنه أمر مروع». ووفقًا للمؤتمر العالمي لمكافحة الاستغلال الجنسي التجاري للأطفال فإنه «في الوقت الذي يستحيل فيه الحصول على بيانات دقيقة، فإن النظر إلى المواد الإباحية للأطفال والمتاحة بسهولة في السوق الدولية يشير إلى أن عددًا كبيرًا من الأطفال يتم استغلالهم جنسيًا عبر هذا الوسط.» 
ذكرت منظمة NCH الخيرية للأطفال في المملكة المتحدة أن الطلب على المواد الإباحية المتعلقة بالأطفال على الإنترنت أدى إلى زيادة حالات الاعتداء الجنسي عليهم، ونتيجة لذلك زيادة في عدد الأطفال الذين تعرضوا للانتهاك في عملية الإنتاج. في إحدى الدراسات التي حاولت تحليل الرجال المقبوض عليهم بتهمة حيازة مواد إباحية للأطفال في الولايات المتحدة على مدار عام واحد (من عام 2000 إلى عام 2001)، فقد وُجد أن 83٪ منهم لديه صور إباحية للأطفال قبل سن المراهقة، و80٪ لديهم صور تُظهر إيلاج جنسي، و21٪ لديهم صور تُظهر أشكال عنف مثل العبودية، والاغتصاب، والتعذيب، ومعظم الأطفال في الصور تم تكميمهم، أو ربطهم، أو عصب أعينهم، أو إيقاع جنس سادي بهم، وأن 39٪ لديهم مقاطع فيديو إباحية للأطفال بالصوت والصورة، و79٪ لديهم أيضًا صور لأطفال عراة أو شبه عراة، ووجدت قوات تطبيق القانون أنه لدى 48٪ منهم أكثر من 100 صورة ثابتة، و14٪ منهم لديه 1000 صورة رسومية أو أكثر، و40٪ كانوا من «الجناة المزدوجين»، أي أنهم اعتدوا على الأطفال جنسياً بجانب حوزتهم لمواد إباحية للأطفال.
ظهرت ماشا ألين ذات الخمس سنوات  والقادمة الاتحاد السوفيتي السابق والتي تبناها رجل أمريكي اعتدى عليها جنسياً لمدة خمس سنوات ونشر صور هذا الإعتداء على الإنترنت، وأدلت بشهادتها أمام كونغرس الولايات المتحدة حول الكرب الذي عانت منه بسبب استمرار تداول هذه الصور، ليظهر وجهها على إحصائية حزينة مجردة واهية، سعيا منها في تمرير قانون سُمي باسمها. ويتضمن «قانون ماشا» (المندرج في قانون آدم والش لحماية الطفل وسلامته والصادر عام 2006) نصًا يسمح للشاب من سن 18 عامًا فأكثر بمقاضاة أولئك الذين يقومون بتنزيل صور إباحية أُلطقت له عندما كان طفلًا. ويتضمن تنزيل هذه الصور مشاهدتها ولو بدون حفظها بشكل صريح؛ وقد استكملت العديد من الملاحقات القضائية الناجحة باستخدام الصور الباقية على جهاز الكمبيوتر الخاص بالمقبوض عليهم.

## علاقته بالتحرش والإساءة للأطفال
يختلف الخبراء حول الصلة السببية بين التصوير الإباحي للأطفال والاعتداء الجنسي عليهم، حيث يرى بعض الخبراء أن الأول يزيد معدل حدوث الثاني،  فيما يقول آخرون أن مشاهدة المواد الإباحية المتعلقة بالأطفال يقلل من خطر الإعتداء عليهم. وتوضح المراجعة الأمريكية لعام 2008 لاستخدام الاتصال عبر الإنترنت لجذب الأطفال الروابط المحتملة للسلوك الفعلي فيما يتعلق بتأثيرات المواد الإباحية للأطفال على الإنترنت.
وفقًا لورقة بحثية من مايو كلينك استنادًا إلى تقارير حالة أولئك الذين يخضعون للعلاج، فإن 30٪ إلى 80٪ من الأفراد الذين شاهدوا مواد إباحية عن الأطفال و76٪ من الأفراد الذين تم القبض عليهم بسبب استغلال الأطفال في المواد الإباحية على الإنترنت قاموا بالتحرش بالأطفال. ونظرًا لأن العدد الإجمالي لأولئك الذين يشاهدون هذه الصور لا يمكن التأكد منه، فإن نسبة المشاهدة السلبية إلى نسبة التحرش لا تزال غير معروفة، ويشير التقرير أيضًا إلى أنه من الصعب تحديد الانتقال من مشاهدة المواد الإباحية للأطفال إلى التحرش الفعلي بهم. ويذكر العديد من أساتذة علم النفس أن ذكريات الاعتداء على الأطفال تبقى كام هي طالما أن التسجيلات لاتزال موجودة، ويمكن الوصول إليها ويتم استغلالها بشكل منحرف.

## التصنيف
طور مشروع كوبين («مكافحة شبكات معلومات الأطفال في أوروبا») بكلية كورك الجامعية بالتعاون مع وحدة المتحرشين بالأطفال التابعة لشرطة لندن الحضرية في أواخر التسعينيات تصنيفًا لتقسيم صور انتهاك الأطفال بهدف استخدام هذا التقسيم في أغراض البحث وإنفاذ القانون. واعتمد التصنيف ذو العشر مستويات على تحليل الصور المتاحة على الإنترنت، وقد اعتمد باحثون آخرون مقاييس مماثلة من عشرة مستويات، وقد قامت اللجنة الاستشارية للحكم بالمملكة المتحدة عام 2002 بتعديل مقياس كوبين إلى خمسة مستويات، وأوصت باعتماده كمبادئ توجيهية للأحكام، وذلك بعد حذف المستوى الأول والثالث، والتوصية بدمج المستوى الرابع والسادس مع المستوى الأول، وأن المستويات الأربعة من 7 إلى 10 تشكل كل منها مستوى خطورة فردية، فيكون ما مجموعه 5 مراحل لإصدار الأحكام.
| 1  | إرشادي               | صور غير جنسية يظهر فيها أطفالًا يرتدون ملابسهم الداخلية أو ملابس سباحة سواء كان مصادر تجاريا أو ألبومات عائلية. أو صور أطفال يلعبون في ظروف عادية، لكن سياق جمع أو تنظيم هذه الصور من قبل الشخص يشير إلى وجود شبهة. |
| 2  | عاري                 | صور لأطفال عراة أو شبه عراة في أماكن عُري، ومن مصادر معتمدة. |
| 3  | شبقي                 | صور فوتوغرافية مُلتقطة خلسة لأطفال في مناطق اللعب أو بيئات آمنة أخرى تظهر إما الملابس الداخلية أو درجات متفاوتة من العري.                                                                                           |
| 4  | الطرح                | الطرح المتعمد لصور أطفال يرتدون ملابس كاملة أو مغطاة جزئيًا أو عراة (حيث يشير المبلغ أو السياق أو طريقة تنظيم هذه الصور إلى وجود انجذاب حنسي).                                                                      |
| 5  | الطرح الشبقي         | طرح متعمد لصور أطفال يرتدون ملابس كاملة أو جزئية أو عارية لكنها في أوضاع جنسية أو استفزازية. |
| 6  | الطرح الجنسي الصريح  | الصور المُظهرة للمناطق التناسلية، حيث يكون الطفل إما عارياً أو مرتدياً ملابسه جزئيا أو كليا. |
| 7  | النشاط الجنسي الصريح | الصور التي تُظهر اللمس والاستمناء المتبادل والجنس الفموي أو المماسرة الجنسية الكاملية مع الطفل، دون إشراك شخص بالغ.                                                                                                 |
| 8  | الاعتداء             | صور لأطفال يتعرضون للاعتداء الجنسي، ومنها اللمس الرقمي (عبر الشاشات)، ويشارك فيه شخص بالغ. |
| 9  | الاعتداء الجسيم      | صور اعتداء جنسي فاحش للغاية، يتضمن إيلاج، استمناء أو جنس فموي، ويشارك فيه شخص بالغ. |
| 10 | سادية / بهيمية       | أ. صور تظهر طفلًا مربوطًا، أو مقيدا، أو يُضرب، أو يُجلد، أو أي شيء آخر يسبب في الألم. ب. الصور التي يمارس فيها حيوان الجنس مع طفل بأي شكل من الأشكال.                                                                  |

## الانتشار

### انتشار الإنترنت
يلاحظ فيليب جنكينز أن هناك «أدلة دامغة على أن [المواد الإباحية للأطفال] يكاد يكون من المستحيل الحصول عليها من خلال الوسائل غير الإلكترونية». وقد غيّر الإنترنت جذريًا من كيفية إعادة إنتاج المواد الإباحية للأطفال ونشرها، ما نتج عنه، ووفقًا لوزارة العدل الأمريكية، زيادة هائلة في «توافر المواد الإباحية للأطفال وإمكانية الوصول إليها وحجمها». وأصبح إنتاج المواد الإباحية عن الأطفال مربحًا للغاية ولم يعد يقتصر على المتحرشين بالأطفال.
سهلت الكاميرات الرقمية وتوزيع بالإنترنت الذي يتيح استخدام بطاقات الائتمان ويتيح نقل الصور عبر الدول لمستخدمي المواد الإباحية للأطفال الحصول على الصور والمقاطع المصورة. وقدرت NCMEC عام 2003 أن 20٪ من جميع المواد الإباحية التي يتم تداولها عبر الإنترنت هي مواد إباحية للأطفال، وأنه منذ عام 1997 زاد عدد الصور الإباحية للأطفال المتاحة على الإنترنت بنسبة 1500٪.
أفادت مؤسسة مراقبة الإنترنت (في بريطانيا) عام 2007 أن المواد الإباحية للأطفال على الإنترنت أصبحت أكثر وحشية، وارتفع عدد الصور التي تصور الاعتداء العنيف أربعة أضعاف منذ عام 2003. ويقول الرئيس التنفيذي «إن القضية المقلقة هي شدة وجاذبية الصور في تزايد، نحن هنا نتحدث عن اغتصاب أطفال قبل سن المراهقة». وقد وُجد أن حوالي 80% من الأطفال الظاهرة في هذه الصور هم من الإناث، ويظهر أن 91% من الأطفال دون سن الثانية عشرة، وتعتبر مقاضاة الجناة أمرا صعبا نظرا لاستخدام خوادم دولية متعددة لنقل الصور على أجزاء تفاديا للقانون. كما يتحايل يتحايل بعض الجناة على الكشف باستخدام فيروسات للسيطرة عن بعد بشكل غير قانوني على أجهزة الكمبيوتر التي يقومون بتخزين المواد الإباحية بالأطفال عليها، وفي إحدى الحالات اتهم رجل من ماساتشوستس بحيازة مواد إباحية للأطفال عندما استخدم المخترقون جهاز الكمبيوتر الخاص به للوصول إلى المواقع الإباحية وتخزين الصور الإباحية دون علمه. وقضت محكمة الاستئناف الأمريكية للدائرة العاشرة أنه إذا قام مستخدم بتنزيل مواد إباحية للأطفال من شبكة مشاركة ملفات ووضع هذه الصور في «مجلده المشترك» دون تنزيل برامج لعدم مشاركة هذا المحتوى، فيمكن اتهامه حينئذ بتهمة توزيع مواد إباحية للأطفال .
وفيما يتعلق بانتشار الإنترنت فقد ذكرت وزارة العدل الأمريكية أنه «في أي وقت يُمكن أن يقدر وجود أكثر من مليون صورة إباحية للأطفال على الإنترنت، مع نشر 200 صورة جديدة يوميًا». وأشاروا أيضًا إلى أن مجرمًا واحدًا تم اعتقاله في المملكة المتحدة يمتلك 450.000 صورة إباحية للأطفال، وأن أحد المواقع الإباحية للأطفال قد تلقى مليون زيارة في شهر واحد، علاوة على ذلك فإن القدر الكبير من تجارة المواد الإباحية للأطفال تتم على مستويات خفية من الإنترنت، وأنه قد تم تقدير وجود ما بين 50,000 و100,000 متحرشا بالأطفال متورطين في حلقات إباحية منظمة حول العالم، وأن ثلث هؤلاء يعملون من الولايات المتحدة.
تمركزت إحدى الحلقات الدولية الضخمة لتجارة المواد الإباحية للأطفال في هولندا، وفي عملية هي الأكبر من نوعها على الإطلاق ألقت الشرطة في 30 دولة القبض على 184 مشتبها بهم وحددت 486 آخرين، واعتقلت السلطات الهولندية المواطن الهولندي المولود في إسرائيل أمير إيش-هيرويتز (37 عاما)، مؤسس ومالك أحد منتديات إباحية الأطفال والذي كان بمثابة مركز هذه الحلقة، وقد وصل المنتدى في ذروته لأكثر من 70.000 عضو حول العالم.
نشط موقع ويب مظلم يُعرف باسم (*********) لفترة وجيزة بين أبريل 2016 وسبتمبر 2017، وقد اكتشف المحققون لاحقًا أن الموقع تديره مجموعة من الشرطة الأسترالية.
قام محرك بحث جوجل عام 2008 بتكييف برنامج حاسوبي من أجل تتبع المواد الإباحية للأطفال عبر موقعها بشكل أسرع، ويعتمد هذا البرنامج في محرك تمييز الأنماط.

### سلوك ودوافع جمع المواد الإباحية للأطفال
يُعتبر مشاهدي المواد الإباحية للأطفال مهووسون بشكل خاص بجمع وتنظيم وتصنيف المواد الإباحية للأطفال التي يمتلكونها وفقًا للعمر والجنس والفعل الجنسي والخيال. ووفقًا لوكيل مكتب التحقيقات الفدرالي كين لاننينغ فإن "جمع" المواد الإباحية لا يعني أنهم فقط يشاهدون المواد الإباحية، ولكنهم يحتفظون بها، و"يتعلق الأمر بتعريف وتغذية وشرعنة خيالتهم الجنسية، ويشير الجمع المبالغ فيه إلى وجود تفضيل جنسي قوي نحو الأطفال، وإذا كان جامع هذه المواد الإباحية متحرشا بالأطفال، فإن المواد الإباحية التي بحوزته تُعد أفضل مؤشر على ما يريد فعله مع الأطفال. وتصف الجمعية الوطنية لمنع القسوة ضد الأطفال تحليل الباحثين تايلور وكويل لجمع المواد الإباحية للأطفال:
أدى الطابع الهوسي لجمع هذه المواد والروابط السردية أو المواضيعية لهذه الجمع إلى بناء مجتمعات على الإنترنت مخصصة لتوسيع هذه الجمع. ومن خلال هذه «المجتمعات الافتراضية» يمكن للجناة أن ينحدرو بمستوى هذه المواد وطبيعتها المسيئة، ورؤية الأطفال كأشياء بدلاً من أشخاص، ورؤية سلوكهم كما لو كان سلوكا عاديا: كما لو كان تعبيرا عن حبهم للأطفال (بدلاً من كونه انتهاك لهم)
يمن المرجح أن يستخدم هؤلاء الجناة تدابير أمنية مفصلة لتجنب اكتشافهم. وتشير وزارة العدل الأمريكية إلى أن "هناك مجموعة رئيسية من الجناة المخضرمين، والذين نشط بعضهم في مجموعات التحر بالأطفال منذ أكثر من 20 عامًا، وبالتالي فلديهم مستويات عالية من الخبرة التكنولوجية"، مشيرة أيضًا إلى أن لوحات إعلانات المتحرشين القدامى غالبًا ما تحتوي على نصائح فنية للمستخدمين الجدد".
وجد تقرير لمجلس الشيوخ الأمريكي عام 1986 أن الدوافع وراء جمع الأشخاص للمواد الإباحية عن الأطفال تشمل الإثارة والإشباع، وشرعنة وتبرير سلوكهم الجنسي تجاه الأطفال، وإظهار هذه الصور للأطفال الجدد لتقليل رفضهم لممارسة الجنس؛ والاحتفاظ بصورة للطفل وهو في العمر المفضل للجاني؛ وابتزاز الأطفال المعتدى عليهم؛ وكوسيلة للتبادل والتواصل مع زبائن المواد الإباحية للأطفال؛ وأخيرا الربح. وقد جد تقرير صادر عن لجنة العقوبات الأمريكية عام 2012 أن الجناة في حق الأطفال يثيرهم الأطفال جنسياً أكثر من المعتدين بالاتصال الجنسي وأكثر من عامة السكان"، حيث يمكن أن يكون لديهم أيضًا دوافع غير جنسية لجمع المواد الإباحية للأطفال منها الفضول، والسلوكيات التسلطية، وتجنب الضغط وعدم الرضا عن الحياة، والقدرة على إنشاء هوية جديدة وأكثر نجاحًا اجتماعيًا (داخل مجتمع الجناة عبر الإنترنت)، فيما يجد بعض الجناة أن جمع الصور الإباحية للأطفال أمر ممتع بغض النظر عما إذا كانت الصور مثيرة لهم جنسيًا؛ ويمكن اهتمامهم في امتلاك مجموعات كاملة ومنظمة بغرض التسلية، على غرار جامعي الطوابع.

### سياحة الجنس مع الأطفال
خلق السياح الجنسيون أحد المصادر للمواد الإباحية للأطفال التي يتم توزيعها في جميع أنحاء العالم، حيث يقيم معظم ضحايا سياحة ممارسة الجنس مع الأطفال في البلدان النامية في العالم. وفي عام 1996 أدانت محكمة في تايلاند مواطنًا ألمانيًا بتهمة التحرش الجنسي وإنتاج مواد إباحية لأغراض تجارية؛ وقد كان متورطا في حلقة إباحية للأطفال استغلت الأطفال التايلانديين، كما أن سياح الجنس الذين يزورون جنوب شرق آسيا هم من روجوا لجزء كبير من المواد الإباحية في السويد وهولندا في التسعينات. ويعمل الإنتربول مع 190 دولة من الدول الأعضاء لمكافحة هذه الجريمة، وأطلق أول نداء عالمي ناجح للمساعدة في عام 2007 لتحديد هوية رجل كندي يُدعى كريستوفر بول نيل، حيث قد ظهر في سلسلة من حوالي 200 صورة يعتدي فيها جنسيا على أطفال فيتناميين وكمبوديين.

### الجريمة المنظمة
تشارك الجريمة المنظمة في إنتاج وتوزيع المواد الإباحية للأطفال، والتي توجد كعنصر مشترك في ملفات الجريمة المنظمة. ويتم تنظيمها في مجموعات لإنتاج وتوزيع المواد الإباحية، وغالبًا ما يطلق عليهم «حلقات الجنس». وقد كشف تحقيق دولي للشرطة عام 2003 عن حلقة إباحية للأطفال في ألمانيا تضم 26500 مشتبه به قاموا بتبادل صور غير قانونية على الإنترنت في 166 دولة مختلفة. وفي قضية أخرى عام 2006 اتهمت السلطات الأمريكية والدولية 27 شخصًا في تسع ولايات وثلاث دول بأنهم على صلة بحلقة إباحية للأطفال وصفتها السلطات الفيدرالية الأمريكية بأنها «واحدة من أسوأ الجرائم» التي اكتشفتها، وأضاف مساعد الوزير لشؤون إنفاذ قوانين الهجرة والجمارك أن القضية تعكس ثلاثة اتجاهات أكبر أصبحت أكثر شيوعًا في الحلقات الإباحية للأطفال، الاتجاه الأول هو الانتشار المتزايد للصور الإباحية «محلية الصنع» التي تنتجها الجناة بأنفسهم، وتشمل بث فيديو مباشر لأطفال يتعرضون للانتهاك، وليس مجرد تداول صور مكررة. الاتجاه الثاني هو الاستخدام المتزايد للتدابير الأمنية المعقدة وشبكات ند لند، حيث يمكن للمشتركين مشاركة الملفات مع بعضهم البعض على أجهزة الكمبيوتر الخاصة بهم دون الحاجة لتحميلها من موقع ويب، وقد استخدمت المجموعة برامج تشفير وتدمير بيانات لحماية الملفات وإجراءات فحص لضمان دخول المشاركين المعتمدين الموثوق بهم فقط إلى غرفة الدردشة. أما الاتجاه الثالث هو الطبيعة العنيفة والرسومية المتزايدة للصور التي تحتوى على مشاهد انتهاك لأطفال أصغر سنا.
وفقًا للرئيس التنفيذي لمركز استغلال الأطفال والحماية عبر الإنترنت جيم جامبل فإن حوالي 50% من المواقع التي تعرض مشاهد اعتداء على الأطفال تعمل على أساس الدفع مقابل المشاهدة. «وأن الأشخاص المشاركين في هذه المواقع لا يقومون بهذه الأفعال بسبب انحراف طبيعتهم، وإنما بسبب كونهم يرغبون في النقود. إنها عملية مخاطرة مقابل الربح، ولذا فنحن بحاجة إلى تقليل دافع الربح». وقد تأسس برنامج CEOPP في عام 2006 وهو برنامج يستهدف تمويل العصابات الإجرامية المنظمة التي تبيع صورًا إباحية للأطفال.

## القوانين

### التاريخ
كان أول قانون اتحادي يحظر إنتاج وتوزيع المواد الإباحية التي تستهدف الأطفال في الولايات المتحدة هو قانون حماية الأطفال من الاستغلال الجنسي عام 1977، وكاستجابة لنيويورك في فيربر (قرار المحكمة العليا الأمريكية الذي يسمح بحظر استغلال الأطفال في المواد الإباحية حتى لو لم يكن مستوفياً لمعيار الفحش المنصوص عليه في ميلر في كليفورنيا)، فقد أصدر الكونغرس قانون حماية الطفل لعام 1984، الذي يوسع تعريف المواد الإباحية عن الأطفال ويجرم الاتجار بالأطفال في المواد الإباحية غير الربحية، وقد وجد تقرير ميسي عام 1986 أن المواد الإباحية للأطفال كانت سببًا في الضرر البالغ؛ وأدى ذلك إلى تمرير قانون الاعتداء الجنسي على الأطفال والمواد الإباحية للأطفال لعام 1986، والذي زاد من العقوبات على الجناة بشكل متكرر.
قضى قرار المحكمة العليا الأمريكية أوزبورن أوهايو ، 495 بأن دستور الولايات المتحدة يسمح بحظر امتلاك الأطفال للمواد الإباحية، ولاحظت المحكمة أنه في وقت صدور القرار كانت 19 ولاية أمريكية لديها قوانين تحظر حيازة المواد الإباحية للأطفال. واعتبارًا من عام 2015 فقد كان لدى جميع الولايات الأمريكية الخمسين مثل هذه القوانين. وأُلغيت أحكام قانون منع استغلال الأطفال في المواد الإباحية لعام 1996 والتي تحظر استغلال الأطفال في المواد الإباحية الافتراضية في قضية Ashcroft v. ائتلاف الكلام الحر ، 535. أصدر الكونغرس العديد من القوانين التي تزيد العقوبات على جرائم استغلال الأطفال في المواد الإباحية، بحيث أنه من 1997 إلى 2007، زاد متوسط عقوبة المخالفين في المواد الإباحية للأطفال من 20.59 شهرًا إلى 91.30 شهرًا من الحبس ، بزيادة قدرها 443 ٪. وفي عام 2003 أصدر الكونجرس قانون الحماية الذي يجيز فترات العمر للنشر تحت الإشراف الفيدرالي لمرتكبي المواد الإباحية عن الأطفال؛ وبما أن المبادئ التوجيهية للأحكام الأمريكية توصي بفرض الحد الأقصى لمدة الإفراج تحت الإشراف لجميع مرتكبي الجرائم الجنسية،  فهذا يعني أن مدة الإفراج تحت الإشراف يُنصح بها لجميع مرتكبي المواد الإباحية المتعلقة بالأطفال.

### التنسيق الدولي لإنفاذ القانون
تضمنت التحقيقات الدولية مجموعة عمليات منها عملية الكاتدرائية عام 1999، والتي أسفرت عن اعتقالات متعددة الجنسيات و7 إدانات وأيضا كشفت عن 750.000 صورة مع 1200 وجه فريد تم نشره عبر الويب؛ وعملية الجمشت التي حدثت في جمهورية أيرلندا؛ وعملية أوكسين التي حدثت في أستراليا؛ وعملية الانهيار الجليدي وعملية ركاز في المملكة المتحدة؛ والعملية دبوس؛ وعملية المفترس وغارات الأطفال الإباحية الأوكرانية لعام 2004؛ والتحقيق الدولي في المواد الإباحية المتعلقة بالأطفال لعام 2007. كذلك تحقيق اليوروبول الذي استغرق ثلاث سنوات، وأطلق عليه اسم عملية الإنقاذ، وتمركز حول نشاط غرفة دردشة شهيرة للأطفال، وحقق أكثر من 150 عملية اعتقال بجانب إنقاذ 230 طفلًا في عام 2011، وقد سُجن مدير هذه الغرفة (المواطن الهولندي المولود في إسرائيل أمير إيش-هيرويتز) في 17 مارس 2011 في هولندا. ولا يزال مئات المشتبه بهم الإضافيين طلقاء.
وبرغم ذلك فقد قالت الجمعية الوطنية لمنع القسوة ضد الأطفال أن ما يقدر بنحو 2٪ من مواقع الويب الإباحية للأطفال لم تتم إزالتها رغم مرور عام على تحديدها.
تتمثل إحدى المهام الأساسية لمنظمة الشرطة الدولية " الإنتربول" في منع الجرائم ضد الأطفال التي تتضمن عبور الحدود الدولية، بما في ذلك استغلال الأطفال في المواد الإباحية وجميع أشكال استغلال الأطفال والاتجار بهم.
تنسق وزارة العدل الأمريكية برامج لتتبع ومحاكمة مرتكبي جرائم التصوير الإباحي للأطفال عبر جميع الولايات القضائية، من أقسام الشرطة المحلية إلى التحقيقات الفيدرالية، والتعاون الدولي مع الحكومات الأخرى. تشمل الجهود التي تبذلها لمكافحة التصوير الإباحي للأطفال برنامج التعريف القومي للأطفال الضحايا، أكبر قاعدة بيانات في العالم لاستغلال الأطفال في المواد الإباحية، والتي يحتفظ بها قسم الفُحش استغلال الأطفال التابع لوزارة العدل الأمريكية والمركز الوطني للأطفال المفقودين والمستغلين لغرض تحديد الأطفال الضحايا المعدتى عليهم. كما قامت وكالات الشرطة بنشر موظفين مدربين لتتبع ملفات المواد الإباحية للأطفال وأجهزة الكمبيوتر المستخدمة لمشاركتها أثناء توزيعها على الإنترنت، ويشاركون المعلومات بحرية مع أجهزة الكمبيوتر والمستخدمين دوليًا.
يهدف مشروع تنفيذ القانون CIRCAMP في أوروبا إلى الحد من توفر المواد المسيئة على الويب، والجمع بين طرق التحقيق التقليدية للشرطة بالتعاون بين الشرطة/ وصناعة الإنترنت من خلال منع الوصول إلى المجالات التي تحتوي على مثل هذه المواد. وكانت النتيجة هي قوائم خاصة بكل بلد وفقًا للتشريعات الوطنية في الدول المشاركة، وتُعتبر هذه المبادرة ذات نطاق عالمي في عملها ولكنها تمول جزئياً من قبل المفوضية الأوروبية.
عندما تُوزع المواد الإباحية للأطفال عبر الحدود الدولية فإن وكالات الجمارك أيضًا تشارك في التحقيقات والإنفاذ، كما هو الحال في الجهد التعاوني الحاصل عام 2001-2002 بين دائرة الجمارك الأمريكية ووكالات إنفاذ القانون التنفيذية المحلية في روسيا، حيث نتج عن مذكرة تفتيش صادرة في الولايات المتحدة من قبل دائرة الجمارك الاستيلاء على أجهزة الكمبيوتر وسجلات البريد الإلكتروني من قبل السلطات الروسية، واعتقال المصورين الإباحيين.
على الرغم من كل هذا التعاون الدولي فإن أقل من 1% فقط من الأطفال الذين يظهرون في هذه المواد الإباحية هم من يُمكن تحديد مكانهم كل عام، وفقًا لإحصاءات الإنتربول.
أعلنت جوجل عام 2008 عن أنها تعمل مع NCMEC للمساعدة في إتمام وتبسيط كيفية قيام عمال حماية الطفل بالتنقل عبر ملايين الصور الإباحية لتحديد ضحايا الاعتداء، كما قامت جوجل بتطوير تكنولوجيا وبرامج البصمات لإتمام مراجعة حوالي 13 مليون صورة ومقطع فيديو إباحي كان على المحللين في المركز مراجعتها يدويًا.
بدأ مكتب التحقيقات الفدرالي في نشر روابط تشعبية على الإنترنت تظهر على أنها مقاطع فيديو غير قانونية لقاصرين يمارسون الجنس، ولاحقا يحدث مداهمة منازل أي شخص ينقر عليها.
أعلن جموع القراصنة المجهولين أنهم بدأوا في إزالة مواقع الويب الإباحية للأطفال على دراك نت، وأطلقوا أسماء مستخدمين مزعومة على رابط Pastebin.

### القانون الوطني والدولي
تنص قوانين استغلال الأطفال في المواد الإباحية على عقوبات شديدة للمنتجين والموزعين في جميع المجتمعات تقريبًا، وتضمن الحبس عادةً، وبعقوبات أقل عند التوزيع غير التجاري وذلك اعتمادًا على مدى ومحتوى المواد الموزعة، وعادة ما تتضمن الإدانات لحيازة المواد الإباحية للأطفال أحكامًا بالسجن، ولكن غالبًا ما يتم تحويل هذه الأحكام إلى فترة مراقبة (إذا ارتكبت الجريمة لأول مرة).

في عام 2006، نشر المركز الدولي للأطفال المفقودين والمستغلين (ICMEC) تقريرًا عن النتائج التي توصل إليها بشأن وجود تشريعات تتعلق باستغلال الأطفال في المواد الإباحية في 184 دولة عضو في الإنتربول. وقد قامت في وقت لاحق بتحديث هذه المعلومات ، في الطبعات اللاحقة ، لتشمل 196 دولة عضو في الأمم المتحدة. يقيم التقرير المعنون بـ«المواد الإباحية المتعلقة بالأطفال: التشريعات النموذجية والمراجعة العالمية» ما إذا كانت التشريعات الوطنية: 
 (1) موجودة مع مراعاة خاصة للمواد الإباحية المتعلقة بالأطفال؛

 (2) تقدم تعريف للمواد الإباحية للأطفال؛
(3) تجرم علانية الجرائم التي يسهلها الكمبيوتر؛

 (4) تجرم حيازة المواد الإباحية للأطفال، بغض النظر عن نية التوزيع؛ (5) تطلب من مقدمي خدمات الإنترنت الإبلاغ عن المواد الإباحية المشتبه فيها للأطفال إلى سلطات إنفاذ القانون أو وكالة أخرى مفوضة. 
 ذكرت ICMEC أنها وجدت في تقريرها الأولي أن 27 دولة فقط لديها التشريعات اللازمة للتعامل مع جرائم استغلال الأطفال في المواد الإباحية، في حين أن 95 دولة ليس لديها أي تشريع يتناول على وجه التحديد المواد الإباحية المتعلقة بالأطفال، مما يجعل المواد الإباحية المتعلقة بالأطفال قضية عالمية تزداد سوءًا بسبب عدم كفاية التشريعات المحلية. ووجد الإصدار السابع من التقرير أنه لا يزال هناك 69 دولة فقط لديها تشريعات مطلوبة للتعامل مع جرائم استغلال الأطفال في المواد الإباحية، في حين أن 53 دولة ليس لديها أي تشريع يعالج المشكلة على وجه التحديد. وقد أفاد المركز الدولي للأبحاث الطبية ومعهد كونز العائلي للقانون الدولي والسياسة على مدى سبع سنوات من البحث في الفترة من 2006 إلى 2012 أنهما عملوا مع 100 دولة قامت بمراجعة أو وضع قوانين جديدة لاستغلال الأطفال في المواد الإباحية.

## صور مولدة صناعية أو بالمحاكاة
تتضمن صور المحاكاة الإباحية للأطفال والتي تم إنتاجها بدون مشاركة مباشرة للأطفال في عملية الإنتاج نفسها صورًا معدلة للأطفال الحقيقيين، والمراهقين غير القاصرين الذين تم تصميمهم ليبدو أصغر سنًا، والصور التي تم إنشاؤها بالكامل بواسطة الحاسوب،  والبالغين المصنوعين ليبدووا وكأنهم الأطفال. يمكن أيضًا اعتبار التصاوير أو الرسوم المتحركة التي تصور أفعال جنسية يقوم بها أطفال (دون أن تهدف لأن تبدوا صورا حقيقة) على أنها صور إباحية للأطفال.

## الإتجار السيبراني الجنسي
يُجبر الأطفال ضحايا الإتجار السيبراني الجنسي على البث الحي المباشر وعلي القيام بأفعال إباحية،  والتي يمكن تسجيلها وبيعها لاحقًا، حيث يتم اغتصاب الضحايا عبر الإنترنت أو إجبارهم على القيام بأعمال جنسية على أنفسهم أو الأطفال الآخرين في البث المباشر، عادة ما يضطر هؤلاء الأطفال لمشاهدة الزبائن عبر الشاشات المشتركة واتباع أوامرهم  ويحدث ذلك في أماكن يشار إليها عادة باسم «أوكار الإنترنت» والتي يمكن أن تكون في المنازل والفنادق والمكاتب ومقاهي الإنترنت وغيرها من الأنشطة التجارية. ويدفع الجناة والمتحرشون بالأطفال للمواقع مقابل البث المباشر لانتهاك الأطفال جنسياً.